# Donka (Burkina Faso)
Pour les articles homonymes, voir Donka.
Ne doit pas être confondu avec Donko.
Donka est une localité située dans le département de Bousséra de la province du Poni dans la région Sud-Ouest au Burkina Faso.

## Géographie
Donka est situé à environ 4 km au nord-est de Bousséra.

## Santé et éducation
Le centre de soins le plus proche de Donka est le centre de santé et de promotion sociale (CSPS) de Bousséra tandis que le centre médical avec antenne chirurgicale (CMA) de la province se trouve à Gaoua.